# Gabriele Thiemann-Heinen
Gabriele Thiemann-Heinen (Sankt Vith, 2 januari 1953 - 16 december 2012) was een Belgisch politica van de CSP.

## Levensloop
Thiemann-Heinen behaalde het diploma van koopman aan de Universiteit van Saarbrücken. Ze werd beroepshalve bedrijfsleidster van een speelgoedwinkel en zaakvoerder van een lederwarenbedrijf. 
Van 1999 tot aan haar overlijden was ze voor de CSP lid van het Parlement van de Duitstalige Gemeenschap, waar ze van 2004 tot 2009 de fractieleider van haar partij was. Ze overleed aan de gevolgen van kanker.